# Organogermaniumchemie
De organogermaniumchemie in de strikte zin bestudeert die verbindingen waarin een directe binding aanwezig is tussen koolstof en germanium. Vanwege de gelijkenis tussen koolstof en germanium worden, als organogermaniumchemie ruimer verstaan wordt, ook verbindingen bestudeerd waarin een germanium-waterstofbinding aanwezig is.
Germanium staat in de koolstofgroep van het periodiek systeem, waarin verder koolstof, silicium, tin en lood staan. Het weze duidelijk dat de chemie van organogermaniumverbindingen sterke gelijkenissen vertoont met de organosilicium- en de organotinchemie.
De voornaamste reden voor de betrekkelijk kleine rol die de organogermaniumchemie in de organische synthese speelt wordt gevormd door de prijs van de germaniumverbindingen. Anderzijds worden veel organogermaniumverbindingen aangeprezen als niet-giftige vervangers voor de wel giftige tinverbindingen. Zo worden tetramethylgermanium en tetraethylgermanium in de microëlektronica gebruikt als precursor voor germaniumdioxide via chemical vapor deposition (CVD).
De eerste organogermaniumverbinding, tetra-ethylgermanium, werd in 1887 bereid door Winkler door reactie tussen germaniumtetrachloride met di-ethylzink.

## Organogermaan versus organogermanium

### Naamgeving
De naamgeving van deze groep verbindingen is niet eenduidig. Soms worden de verbindingen benoemd als germaniumderivaten, soms worden verbindingen als germaanderivaten benoemd.

### Structuur en eigenschappen van R4Ge
De organogermaniumverbindingen van het type R4Ge, waarbij R voor een alkylgroep staat, zijn toegankelijk via de goedkoopste germaniumbron, germanium(IV)chloride, en alkylnucleofielen.
Van silicium over germanium naar tin gaande in de koolstofgroep zijn een aantal trends aan te geven. Zo neemt de sterkte als nucleofiel toe van silicium naar tin, evenals de hyperconjugatie die bekendstaat als het bèta-siliciumeffect. Terwijl de koolstofsiliciumbinding voornamelijk ionogeen en de koolstoftinbinding vooral het karakter van vrij radicaal heeft, zit de binding tussen koolstof en germanium daar tussenin.
Net als in de organosiliciumchemie vormen de allylgermaniumverbindingen sterke nucleofielen, getsabiliseerd door een gecombineerd effect van polarisatie (ΔEN = 0,54) in de koolstofgermaniumbinding, de stabiliteit van een het α-carbanion, de conjugatie naar de dubbele binding van de allylgroep en als laatste de aanwezigheid van het germaniumatoom. De germaniumvariant van de Sakurai-allylering werd in 1986 ontdekt:
De carbonylgroep wordt in deze reactie geactiveerd met behulp van boortrifluoride, een sterk Lewiszuur.

### Structuur en eigenschappen van RnGeH4-n
Isobutylgermaan (IBGe) of (Me2CHCH2)GeH3 is een vloeistof met hoge dampdruk, die als germaniumbron gebruikt wordt in het MOVPE-proces. Isobutylgermaan wordt nu onderzocht als veiliger en minder schadelijk alternatief voor germaangas (GeH4) in microëlektronische toepassingen.
Tris(trimethylsilyl)germaniumhydride of (Me3Si)3GeH is onderzocht als niet toxisch vervanger voor tinhydrides als tributyltinhydride.

## Andere organogermaniumverbindingen
Er is een breed scala aan reactieve intermediairen bekend: germylenen (carbeen-analoga), germylradicalen en germynen (carbynanaloga).
Net als voor silicium, en in tegenstelling tot koolstof, zijn verbindingen met een dubbele binding tussen koolstof en germanium (germenen) of tussen twee germaniumatomen (digermylenen) instabiel, hoewel benzeen, waarin een van de koolstofatomen vervangen is door germanium wel bekend is: germanabenzeen.

## Navigatie
Navigatie Koolstof-elementbinding